# Pintura mitològica i al·legòrica

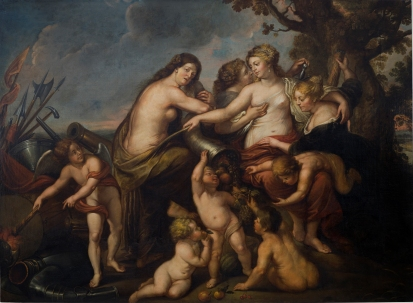
Al·legoria de la Pau i la felicitat de l'Estat, obra actualment atribuïda al taller de Rubens i exposada a la Biblioteca Museu Víctor Balaguer.

La pintura mitològica i al·legòrica és aquella que posa de manifest els valors dels poders establerts de manera metafòrica. Déus grecs i romans són emprats per acreditar l'autoritat dels seus missatges.
La pintura mitològica i al·legòrica queda inclosa entre els gèneres majors de la pintura occidental. La mitologia és el sistema de creences del món grec i romà. Els diferents classicismes recuperen aquest sistema de creences per posar de manifest els valors de l'església i la cort de manera al·legòrica. Virtuts i característiques morals ens són mostrades per divinitats clàssiques que poden anar vestides a la moda.